# Com Lag
COM LAG (2plus2isfive) ist eine EP der englischen Band Radiohead aus dem Jahr 2004.
Zuerst erschien die EP im März 2004 in Japan und Australien. Im April 2004 folgten Kanada und schließlich Großbritannien und der Rest Europas im Mai 2007. Bei COM LAG handelt es sich um einen Zusammenschnitt, teilweise mit den B-Seiten von Singles aus dem Radiohead-Album Hail to the Thief von 2003, außerdem finden sich Remixe von Cristian Vogel und Four Tet.
Die Sprechblase auf dem Cover ist japanisch und bedeutet Hai, chiizu, was übersetzt Sag Käse bedeutet. Das Zitat auf der Rückseite stammt von dem Spion John Symonds (I travelled all over the world. I stayed in the best hotels, visited the best beaches and had access to beautiful women, champagne and caviar. No, I don't regret a minute of it.)

## Trackliste
1. 2+2=5 [live at Earls Court, London, 26/11/03] – 3:34
2. Remyxomatosis [Cristian Vogel remix] – 5:05
3. I Will [Los Angeles version] – 2:11
4. Paperbag Writer – 3:56
5. I Am A Wicked Child – 3:03
6. I Am Citizen Insane – 3:30
7. Skttrbrain [Four Tet remix] – 4:24
8. Gagging Order – 3:33
9. Fog (Again) [live] – 2:17
10. Where Bluebirds Fly [EP edit] – 4:23

Die ursprünglichen Exemplare in Japan hatten einen Fehler auf „Skktrbrain“. Vier Mal im Song kann man ein lautes, statisches Rauschen hören. Die Exemplare wurden zurückgerufen und der Fehler wurde in den folgenden Exemplaren behoben.